# Diplazium humbertii
Diplazium humbertii är en majbräkenväxtart som först beskrevs av Carl Frederik Albert Christensen och som fick sitt nu gällande namn av Pichi-serm.
Diplazium humbertii ingår i släktet Diplazium och familjen Athyriaceae. Inga underarter finns listade i Catalogue of Life.